# Sint-Michaëlkerk (München-Perlach)
De Sint-Michaëlkerk (Duits: St. Michael) is een rooms-katholieke kerk in het stadsdeel Perlach te München. De kerk bevindt zich in het oude dorpsgebied van Perlach aan het Pfanzeltplatz en behoort tot het decanaat München-Perlach.

## Geschiedenis
De eerste vermelding van een kerk in Perlach dateert uit het jaar 1020. In het jaar 1180 moet de kerk reeds een zelfstandige parochiekerk met begrafenisrechten zijn geweest omdat de priester van de kerk toen deelnam aan een synode in Freising. Het romaanse kerkgebouw uit vermoedelijk de 12e of 13e eeuw werd in 1728 wegens bouwvalligheid gesloopt. Nog hetzelfde jaar legde men de eerste steen voor de huidige barokke bouw. Op 25 mei 1732 werd het nieuwe kerkgebouw door de wijbisschop Johann Ferdinand von Pödigheim geconsacreerd.
Het hoogaltaar met het schilderij van de aartsengel Michaël werd pas in 1796 gebouwd, Van de oude kerk werden de beide beelden van een zittende Anna te Drieën en een eveneens zittende Sint-Coloman overgenomen. Zij bevinden zich op resp. het linker- en rechter zij-altaar.
In 1979 bouwde Wilhelm Stöberl een nieuw sleeplade-orgel met 26 registers en drie manualen, de orgelkas is een ontwerp van de architect Erwin Schleich. De kerk werd tijdens de viering van het 1200-jarig bestaan van Perlach grondig gerestaureerd.

## Klokken
In de toren hangt een vijfstemmig geluid. De oudste en kleinste Verkondigingsklok werd gegoten in 1685, de overige klokken zijn allemaal na de Tweede Wereldoorlog gegoten.
| Nr. | Naam                | Gietjaar | Gieter                     | Doorsnee (cm) | Gewicht (kg) | Toon | Inschrift                                                                  |
| --- | ------------------- | -------- | -------------------------- | ------------- | ------------ | ---- | -------------------------------------------------------------------------- |
| 1   | Michaelsglocke      | 1950     | Karl Czudnochowsky, Erding | 170           | 2250         | b    | Hl. Michael, bitte für uns!                                                |
| 2   | Marienglocke        | 1950     | Karl Czudnochowsky, Erding | 130           | 1100         | d    | Maria, wir rufen zu Dir !.                                                 |
| 3   | Josefsglocke        | 1950     | Karl Czudnochowsky, Erding | 116           | 800          | f    | Hl. Josef, bitte für unsere Gefallenen der Weltkriege 1914/18 u. 1939/45   |
| 4   | Kolomanglocke       | 1950     | Karl Czudnochowsky, Erding | 102           | 550          | g    | Hl. Koloman, beware uns vor Blitz und Ungewitter, Pest, Hunger und Krieg ! |
| 5   | Verkündigungsglocke | 1685     | Polskopp, München          | 60            | 350          | g    | Ave Maria, gratia plena, Dominus tecum“                                    |

## Afbeeldingen

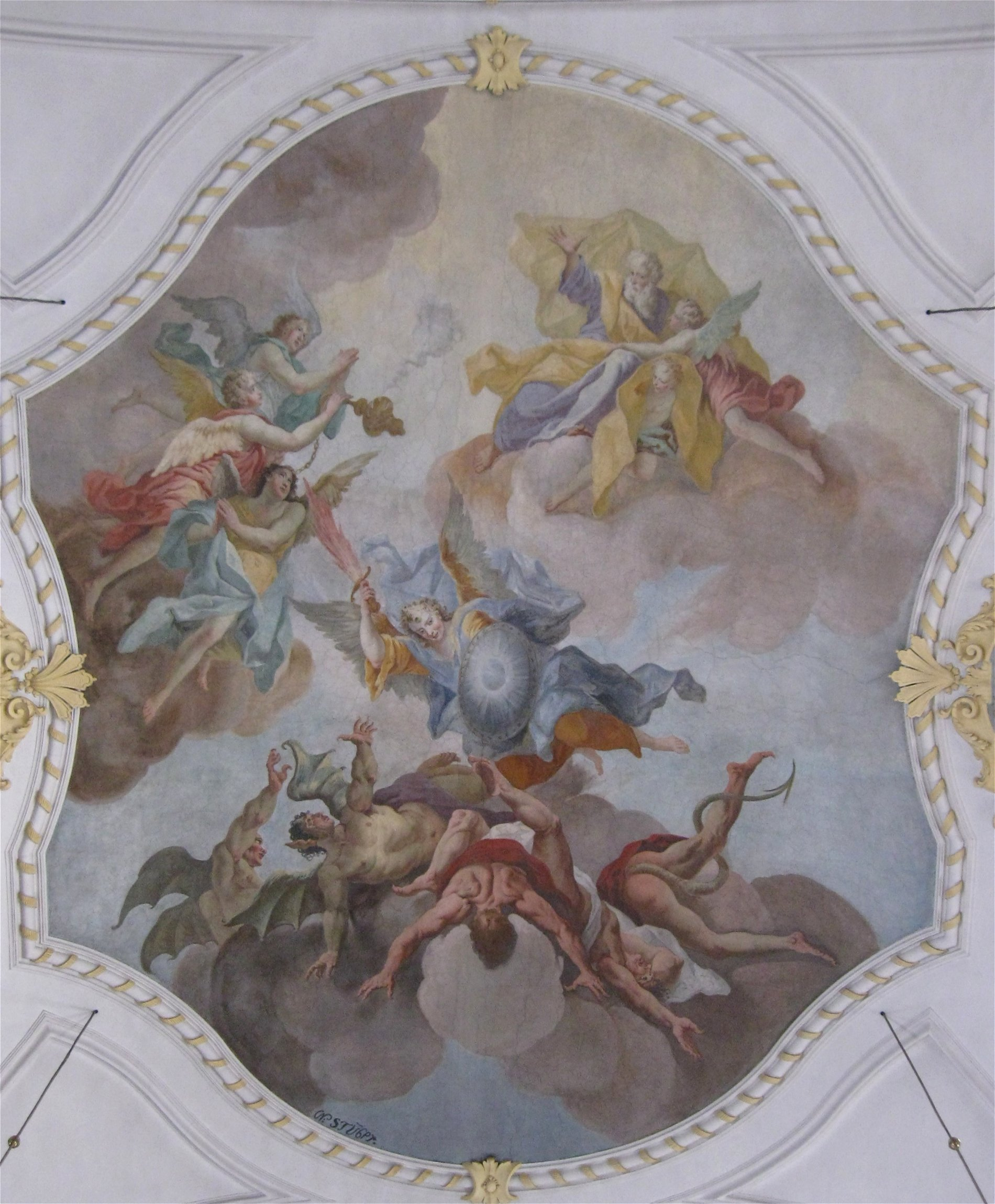
Plafondfresco
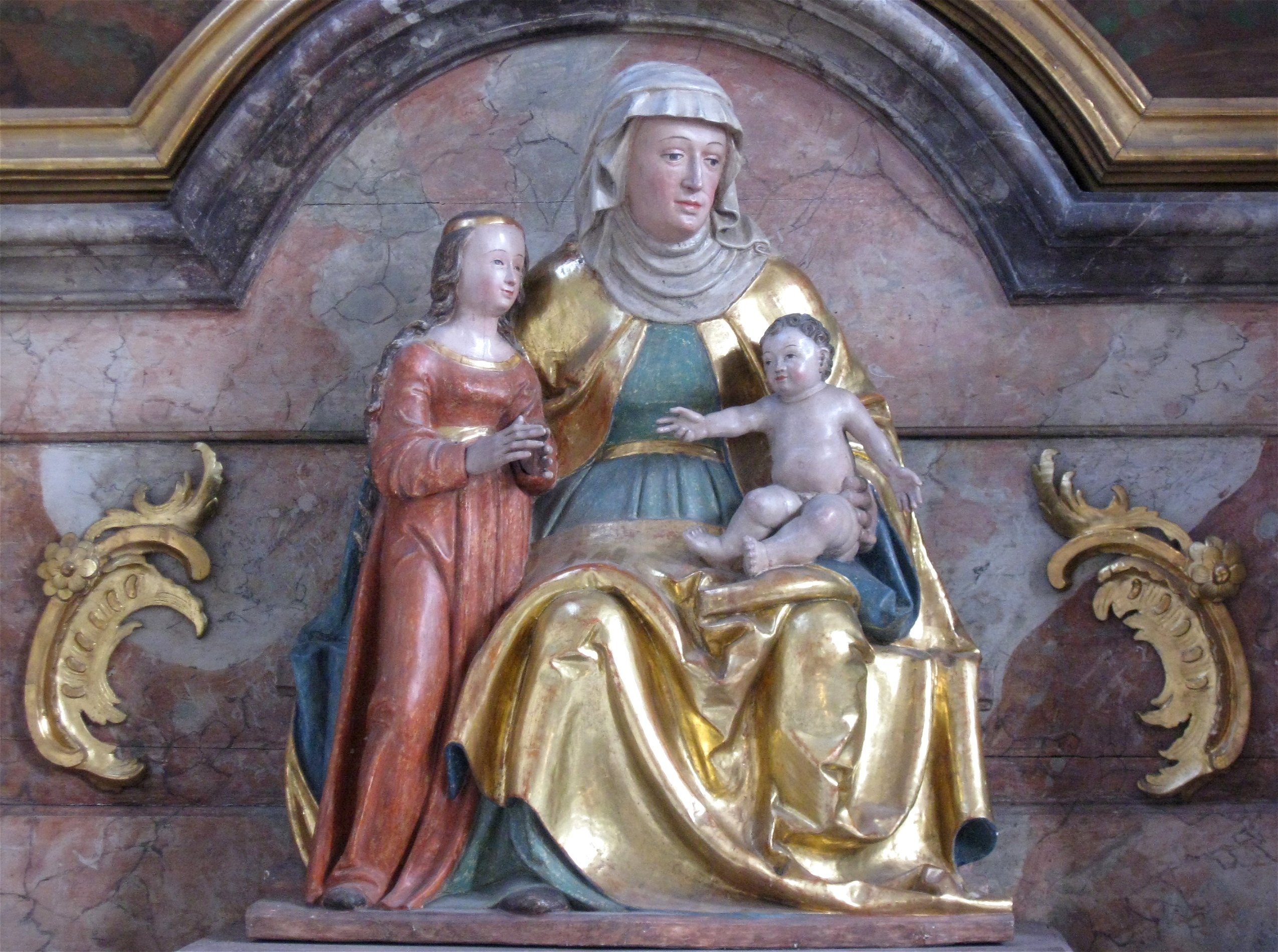
Anna te Drieën
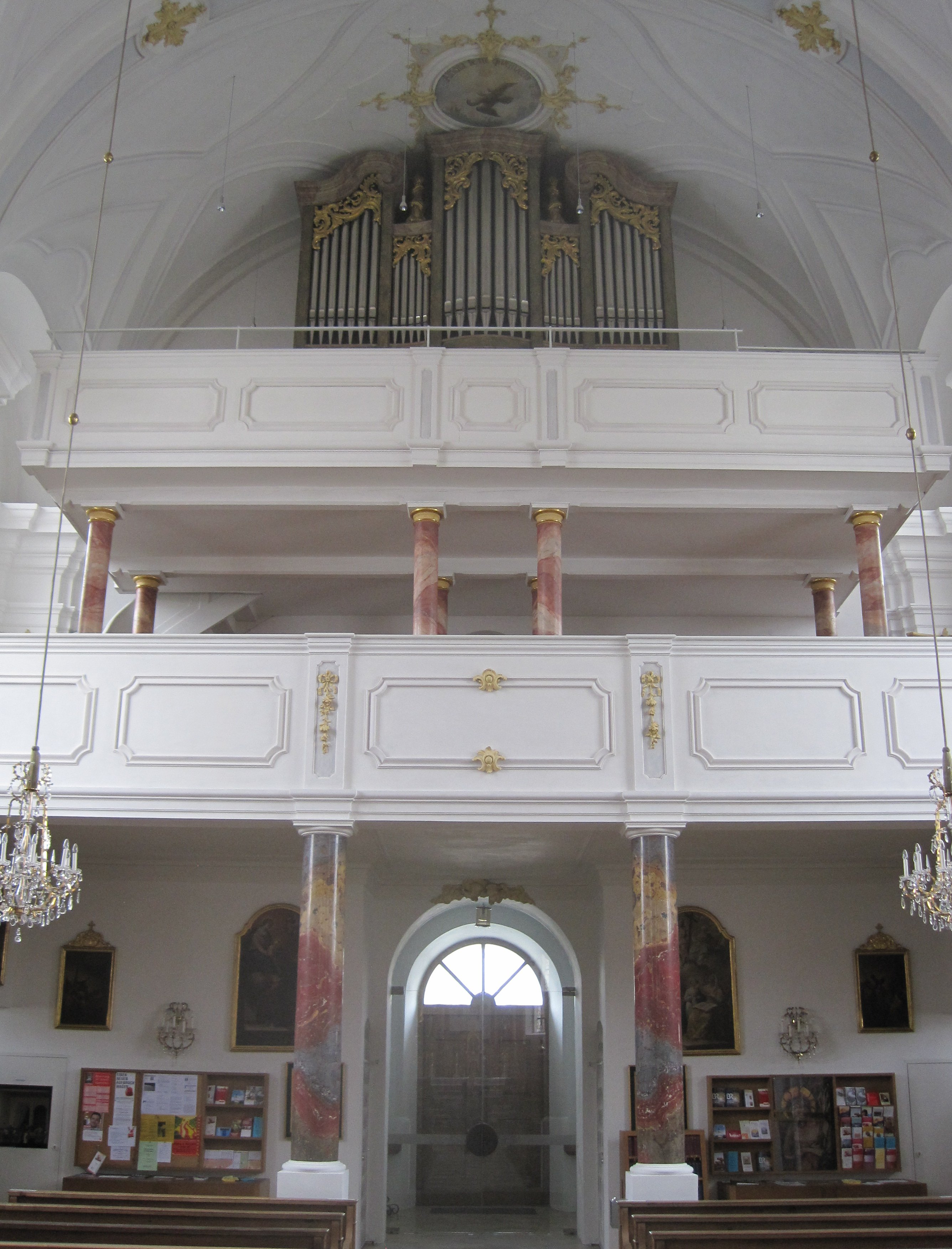
Orgel en galerij